# Windsorina
{{Info/Taxonomia
```
|nome =
Windsorina

|cor =lightgreen
|reino = 
Plantae

|divisão = 
Magnoliophyta

|classe = 
Liliopsida

|ordem = 
Poales

|família = 
Rapateaceae

|género = 
Windsorina

|subdivisão_nome = Espécies
```

 |subdivisão = 
Windsorina é um género botânico pertencente à família Rapateaceae. Inclui uma única espécie, Windsorina guianensis Gleason.